# Регистрационные знаки транспортных средств в Португалии

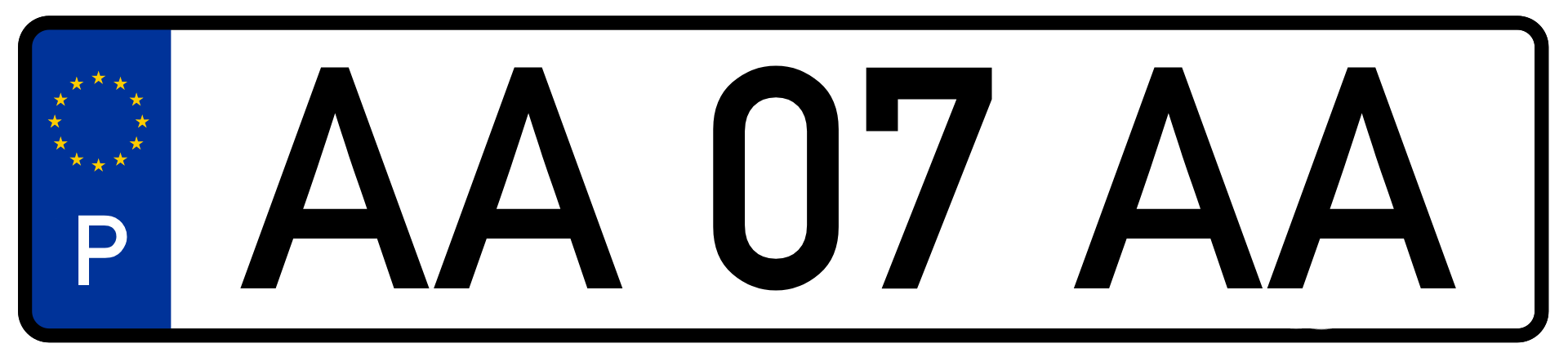
Португальский автомобильный номер образца 2020 года

Регистрацио́нные номера́ тра́нспортных средств в Португа́лии представляют собой металлическую пластинку размером 520 × 110 мм или в отдельных случаях — 340 × 220 миллиметров. На первом варианте символы располагаются в одну строку, на втором — в 2 строки. В левой части однострочной таблички или в левом верхнем углу двустрочной таблички имеется полоса синего цвета шириной 30 мм с изображением 12 жёлтых пятиконечных звёзд, представляющими собой флаг Европейского Союза, в её верхней части и белой буквой P, являющейся международным автомобильным кодом Португалии — в нижней. Табличка покрывается светоотражающим материалом, имеет белый цвет с чёрной каймой и чёрными символами вида ББ ЦЦ ББ. Используемые после 1992 года автомобильные номера не содержат идентификатора, позволяющего определить место регистрации автомобиля. 

## История

### 1901
Первые автомобильные номера появились в Португалии в 1901 году. Они выдавались местными органами власти и не были стандартизированы — каждый муниципалитет использовал собственные размеры, цвета и форматы. Однако, обычно они представляли собой простую табличку с надписанным на ней полным названием населённого пункта и порядковым номером, например LISBOA 123. 

### 1911
В 1911 году была введена общенациональная система регистрации автомобилей. Номерные знаки были чёрного цвета с белыми буквами и цифрами. Страна была разделена на несколько географических зон, каждая из которых получила свой однобуквенный код, за которым следовал цифровой порядковый номер, состоявший из трёх, а позднее — четырёх цифр. Использовались следующие коды для географических зон:
| Серия | Регион                          |
| ----- | ------------------------------- |
| A     | Азорские острова                |
| C     | центр страны с городом Коимброй |
| M     | Мадейра                         |
| N     | север страны с городом Порту    |
| S     | юг страны с городом Лисабоном   |

Для арендных машин использовались номерные знаки с белыми знаками на синем фоне, аналогичным географическим кодом и суффиксом A.

### 1937

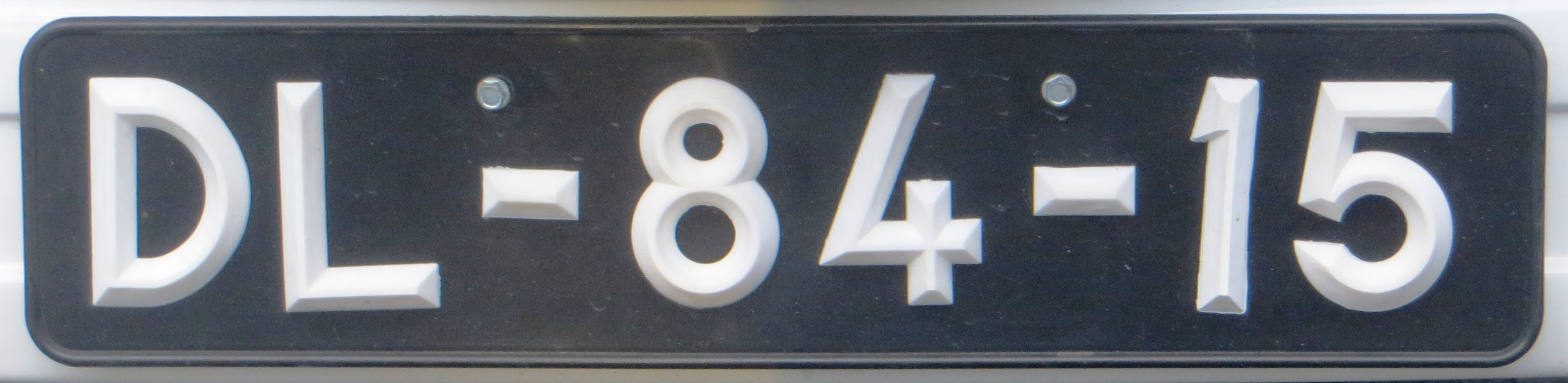
Автомобильный номер образца 1937 года

С 1 января 1937 года была введена абсолютно новая система регистрации автомобилей. Использовались номерные знаки чёрного цвета с белыми знаками формата ББ-ЦЦ-ЦЦ. Были стандартизированы размеры номерных знаков: передний номерной знак 460 × 100 мм, задний номерной знак — 520 × 120 мм (однострочный) или 340 × 230 мм (двухстрочный, где в верхней строке размещались 2 буквы, а в нижней — 4 цифры, разделённые попарно дефисом). Для мотоциклов использовались номерные знаки аналогичного формата, но меньшего размера — 170 × 115 мм.
| Серия        | Регион                              |
| ------------ | ----------------------------------- |
| AA—LZ        | Лиссабон                            |
| EM—EV        | Эвора                               |
| MB—TZ        | Порту                               |
| UA—VZ, ZR—ZZ | Коимбра                             |
| MA, MD       | Фуншал (Мадейра)                    |
| AN           | Ангра-ду-Эроишму (Азорские острова) |
| AR, AS       | Понта-Делгада (Азорские острова)    |
| HO           | Орта (Азорские острова)             |

В октябре 1987 года на Мадейре закончилась ёмкость выделенных ей серий и начался выпуск «зеркальных» номеров формата ЦЦ-ЦЦ-ББ; номера такого формата не использовались в других частях страны.

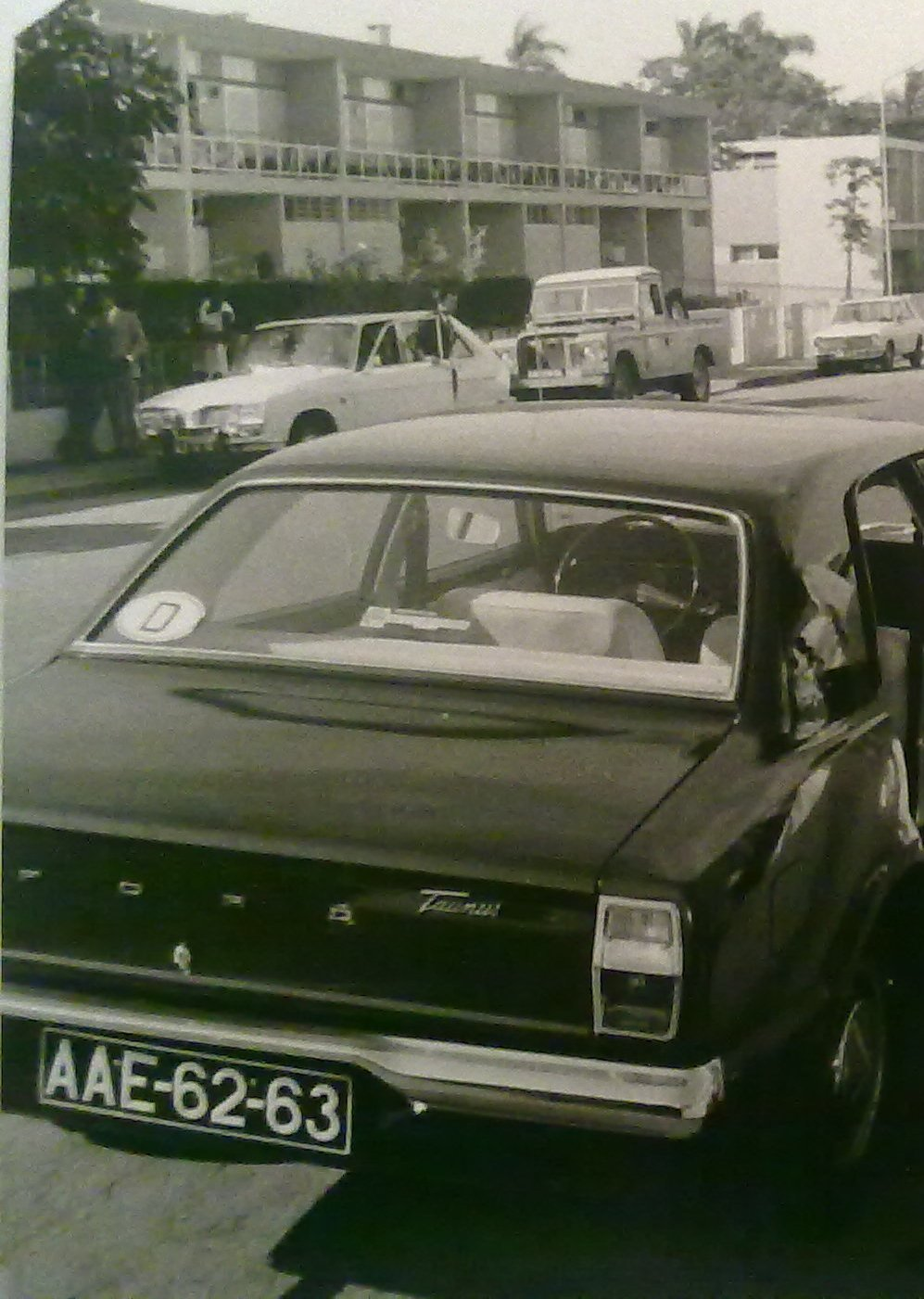
Ford Taunus с номерами Португальской Анголы, 1972 год

Регистрационные номера аналогичного португальскому формата использовались, но с другими буквенными сериями использовались также в португальских заморских вледениях и колониях:
| Код                       | Территория           |
| ------------------------- | -------------------- |
| AББ-ЦЦ-ЦЦ                 | Ангола               |
| CVБ-ЦЦ-ЦЦ                 | Кабо-Верде           |
| G-ЦЦ-ЦЦ                   | Португальская Гвинея |
| IББ-ЦЦ-ЦЦ                 | Португальская Индия  |
| М-ЦЦ-ЦЦ, позднее MБ-ЦЦ-ЦЦ | Макао                |
| MББ-ЦЦ-ЦЦ                 | Мозамбик             |
| STP-ЦЦ-ЦЦ                 | Сан-Томе и Принсипи  |
| T-ЦЦ-ЦЦ, позднее TP-ЦЦ-ЦЦ | Португальский Тимор  |

### 1992

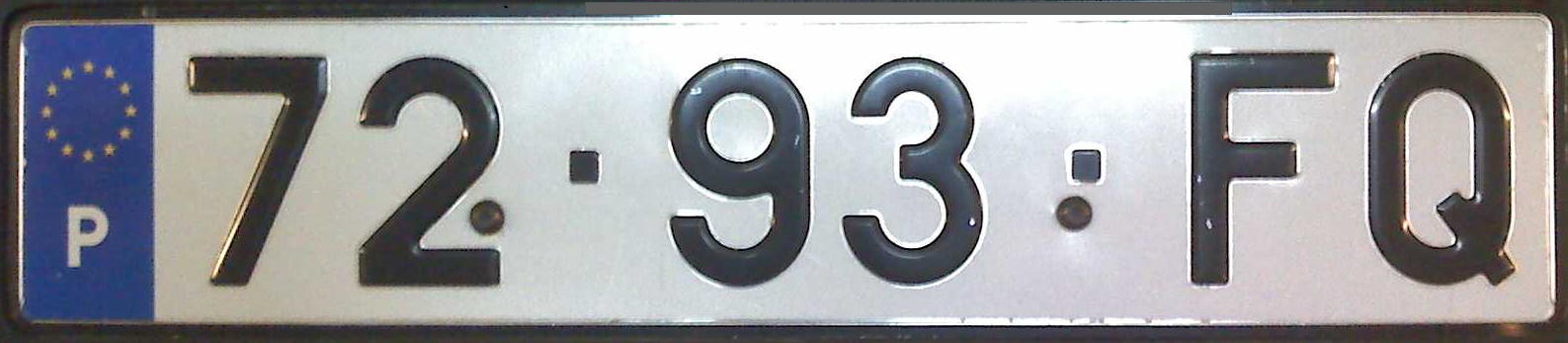
Автомобильный номер образца 1992 года

В 1992 году португальские автомобильные номера приобрели вид близкий к современному — их размер стал соответствовать общеевропейскому формату 520 × 110 мм или в отдельных случаях — 340 × 220 миллиметров, цвет стал белый, знаки чёрные, в слава появилась синяя полоса шириной 30 мм с изображением флага Европейского Союза и международным кодом Португалии (P) под ним, дефисы стали короче. Привязка номера к региону исчезла. Расположение букв и цифр изменилось: ЦЦ•ЦЦ•ББ.

### 1998

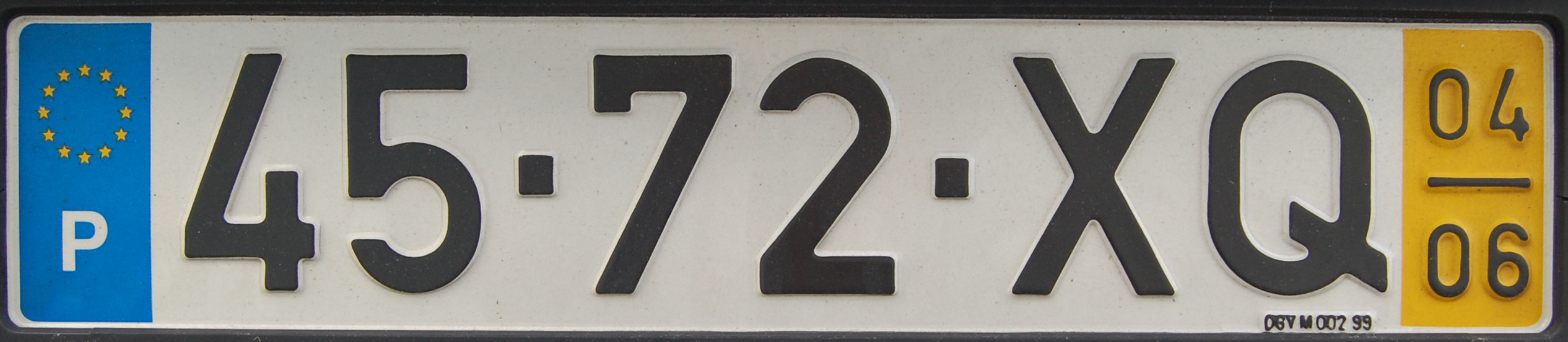
Автомобильный номер образца 1998 года

В 1998 году помимо синей полосы слева добавилась жёлтая полоса справа, на которой обозначался четырьмя расположенными в два ряда цифрами (2 в верхнем ряду и 2 в нижнем) месяц первой регистрации автомобиля — верхние цифры обозначали месяц (от 01 для января до 12 для декабря), а нижние — последние 2 цифры года. Для автомобилей, ввезённых из за рубежа, обозначалась дата первой регистрации в стране происхождения. В остальном номера оставались прежними.

### 2005

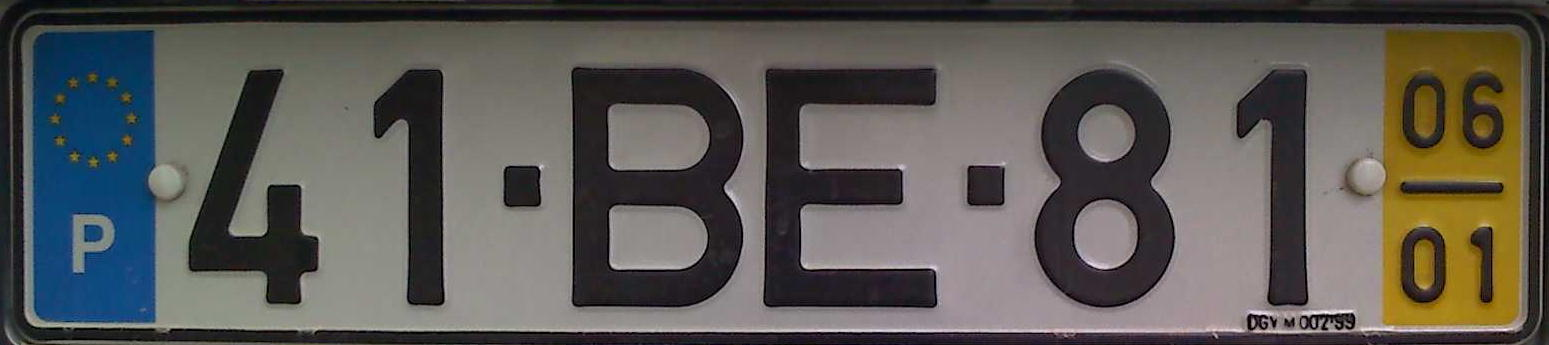
Автомобильный номер образца 2005 года

В 2005 году в связи с окончанием номерной ёмкости изменилось расположение букв и цифр — номера приобрели вид ЦЦ•ББ•ЦЦ. В остальном номера оставались такими же, как в формате 1998 года.

### 2020

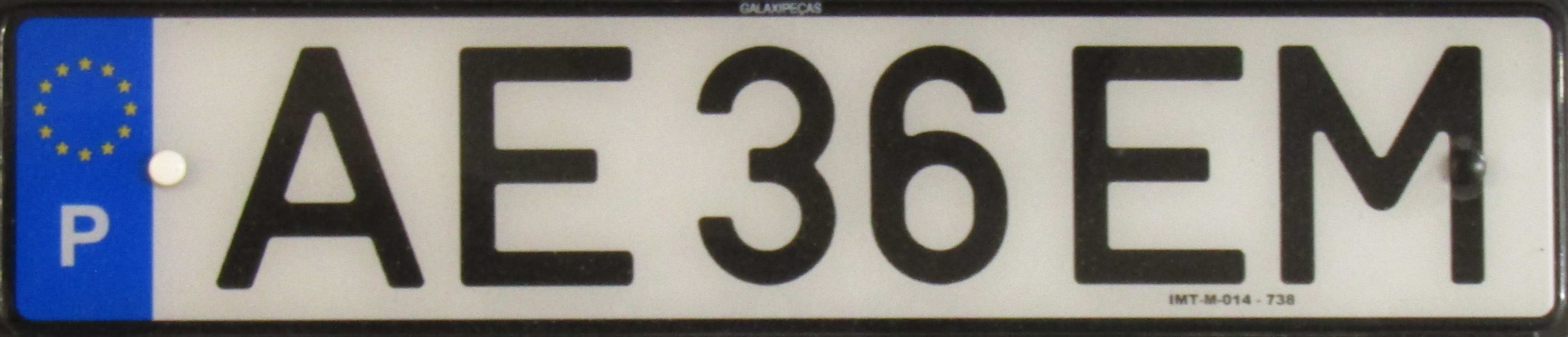
Автомобильный номер образца 2020 года

В связи с окончанием номерной ёмкости с 3 марта 2020 года началась выдача регистрационных знаков нового типа. От номеров образца 2005 года они отличаются отсутствием справа жёлтой полосы с датой первой регистрации (Португалия была единственной страной Европейского Союза, обозначавшая эти данные на обычных, не транзитных номерах), заменой коротких тире в качестве разделителей на пробелы и расположением букв и цифр, теперь они имеют формат ББ ЦЦ ББ. Также для того, чтобы избежать образования неприличных или оскорбительных буквосочетаний было решено не использовать гласные буквы в третьей и шестой позиции, за исключением случаев двух идущих подряд гласных букв. По подсчётам специалистов, номерной ёмкости данного формата должно хватить примерно на 45 лет.

## Специальные серии
Некоторые серии автомобильных номеров зарезервированы для автомобилей отдельных государственных органов, в том числе:
| Код    | Ведомство                        |
| ------ | -------------------------------- |
| AM     | Военно-воздушные силы Португалии |
| AP     | Военно-морской флот Португалии   |
| EM     | Правительство и министерства     |
| MG     | Министерство обороны Португалии  |
| ME, MX | Вооружённые силы Португалии      |

## Особые форматы

### Официальный автомобиль Президента Португалии

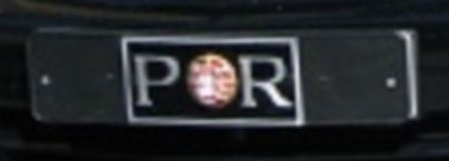
Автомобильный номер Президента Португалии

Официальный автомобиль Президента Португалии имеет номерной знак ме́ньшего размера, чёрного цвета, в центре которого помещён государственный герб, а справа и слева от него — серебристые буквы P и R от (порт. Presidencia da Republica).

### Пограничная служба
Автомобили пограничной службы (порт. Guarda fiscal) имеют стандартный размер, белый цвет с чёрными знаками и синей полосой Европейского Союза в левой части и формат GF Б-ЦЦЦЦ, где буквой обозначается тип транспортного средства:
| Код     | Тип транспортного средства        |
| ------- | --------------------------------- |
| GF-A, B | Легковой автомобиль               |
| GF-C    | Микроавтобус                      |
| GF-D    | Автобус                           |
| GF-E    | Автомобиль для перевозки товаров  |
| GF-G    | Прицеп                            |
| GF-H    | Мотоцикл                          |
| GF-I    | Мопед                             |
| GF-J    | Велосипед                         |
| GF-L    | Специальное транспортное средство |

### Национальная республиканская гвардия

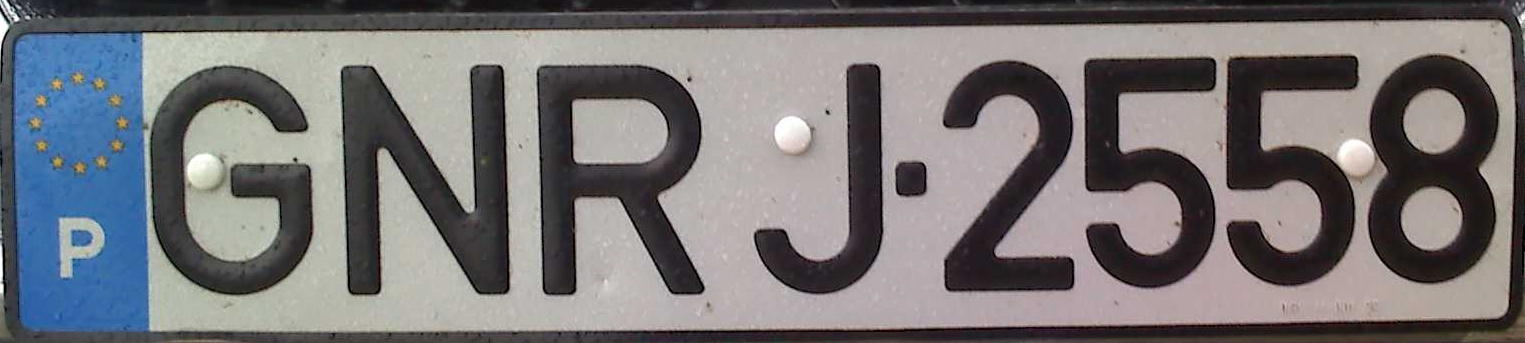
Автомобильный номер Национальной республиканской гвардии

Транспортные средства Национальной республиканской гвардии имеют формат аналогичный формату Пограничной службы, но формата GNR Б-ЦЦЦЦ. Для них используются следующие обозначения типа транспортного средства:
| Код   | Тип транспортного средства                                |
| ----- | --------------------------------------------------------- |
| GNR-E | Прицеп для перевозки лошадей или автомобиль скорой помощи |
| GNR-F | Грузовик                                                  |
| GNR-J | Внедорожник                                               |
| GNR-L | Малый автомобиль                                          |
| GNR-M | Мотоцикл (белые знаки на чёрном фоне)                     |
| GNR-T | Автомобиль или мотоцикл транспортного департамента        |
| GNR-V | Малый мотоцикл (чёрные знаки на жёлтом фоне)              |

### Дипломатический корпус

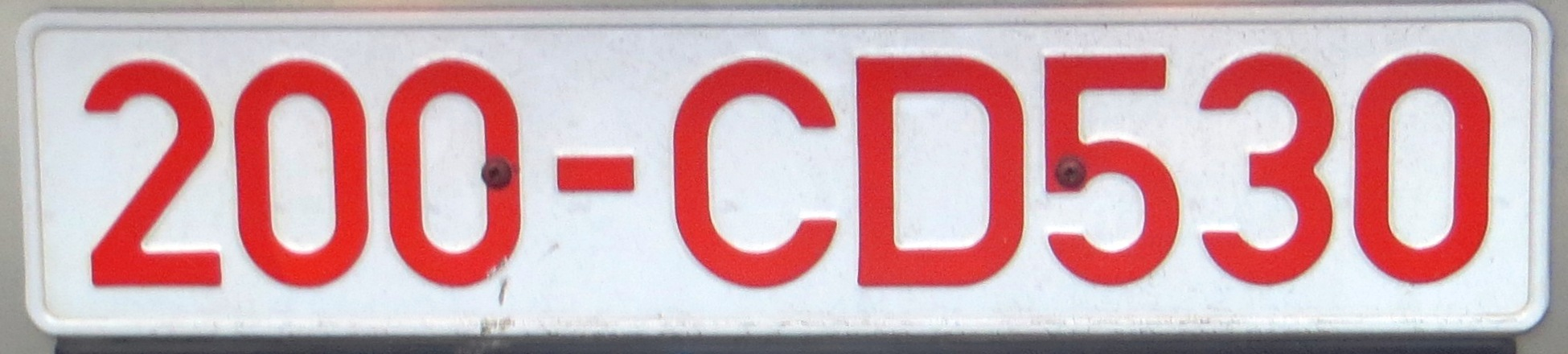
Автомобильный дипломатический номер

До 1986 года автомобили дипломатических миссий имели регистрационные знаки стандартного на тот момент формата ББ-ЦЦ-ЦЦ, но с красными буквами на белом фоне. В качестве буквенного кода использовались сочетания CD (дипломатический корпус) или FM (недипломатический персонал посольств).
С 1986 до 1992 года использовались номерные знаки с красными буквами на белом фоне формата ЦЦ•ЦЦ•ББ с теми же буквенными обозначениями, что и до того.
С 1992 года используются номерные знаки с красными буквами на белом фоне формата ЦЦЦ-ББЦЦЦ, где буквенные сочетания CD означают дипломатический корпус, CC означают консульский корпус, а FM — недипломатический персонал. Первые три цифры до дефиса означают код страны, к представительству которой относится транспортное средство (например, 024 — Бразилия, 055 — США, 060 — Франция), а последние три цифры — порядковый номер. Предположительно, номер 001 зарезервирован за автомобилем посла соответствующего государства.

### Автодилеры

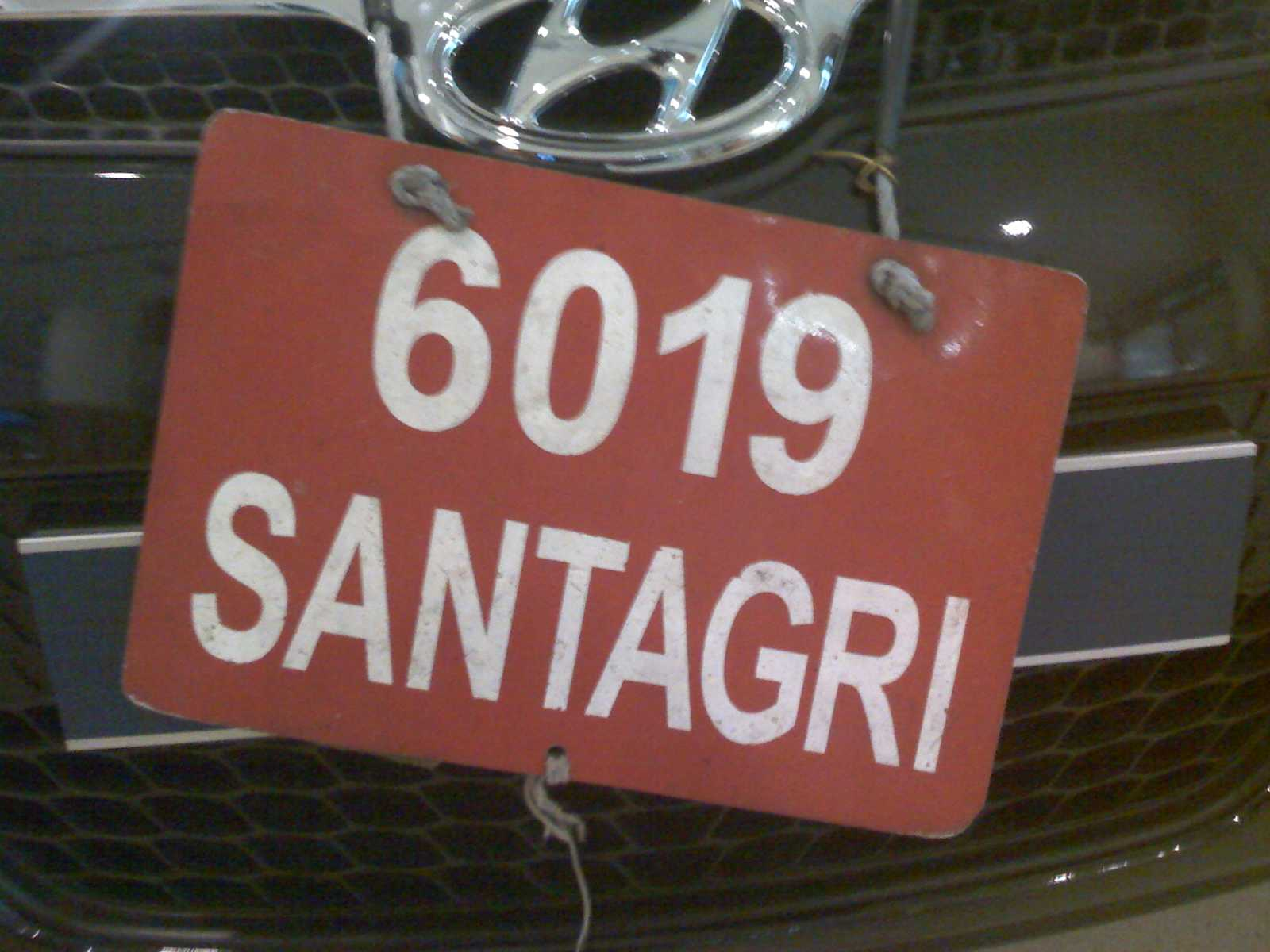
Дилерский номер

Временные номерные знаки автодилеров представляют собой табличку, состоящую из двух строк: в верхней строке — название автодилера, в нижней — порядковый номер. Белые знаки на красном фоне — автомобили на складе дилера, чёрные знаки на белом фоне — автомобили для тест-драйва.

### Экспортные номерные знаки

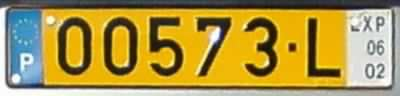
Экспортный номер

Номерные знаки транспортных средств, предназначенных на экспорт (то есть, при покупке которых не была уплачена пошлина), имеют стандартный автомобильный размер, чёрные знаки на жёлтом фоне с синей полосой Европейского Союза слева и формат ЦЦЦЦЦ•Б, где буквой обозначен код региона:
| Код | Регион           |
| --- | ---------------- |
| A   | Азорские острова |
| L   | Лиссабон         |
| M   | Мадейра          |
| P   | Порту            |

В правой части номерного знака имеется белая полоса с буквами EXP в верхней строке, двумя цифрами, обозначающими месяц выдачи — в средней и двумя последними цифрами года выдачи — в нижней.

## Прочие транспортные средства

### Мотоциклы
Для мотоциклов использовались и используются номерные знаки с количеством и расположением символов, аналогичным автомобильным, но размера 170 × 115 мм. Мотоциклы с рабочим объёмом двигателя менее 50 см3 используются номера, аналогичные мопедным .

### Мопеды и скутеры
До 2006 года мотоциклы и скутеры с рабочим объёмом двигателя менее 50 см3, а также мопеды имели номерные знаки формата Ц-БББ / ЦЦ-ЦЦ. В отличие от прочих номерных знаков, эти номера выдавались местными органами власти и три буквы в этом коде соответствовали муниципалитету, где была произведена регистрация. Номерные знаки мопедов имели жёлтый фон, мотоциклов с рабочим объёмом двигателя менее 50 см3 — белый. До 1980-х годов аналогичные номерные знаки с жёлтым фоном использовались также для велосипедов и гужевых повозок. 
После 2006 года мопеды и скутеры получают номерные знаки, аналогичные мотоциклетным, но без синей полосы со знаком Европейского Союза. Для этих транспортных с рабочим объёмом двигателя более 50 см3 используются номера с белым фоном, а для тех, у которых рабочий объём двигателя меньше — с жёлтым (включая мотоциклы).

### Квадроциклы

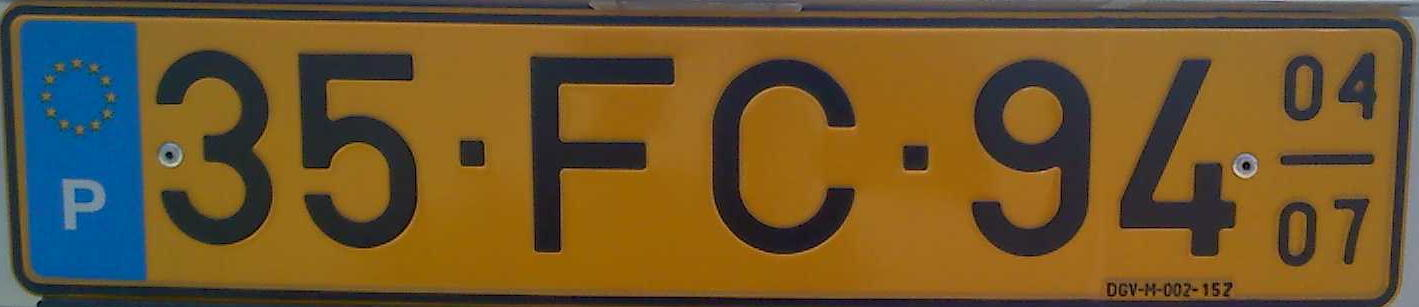
Регистрационный номер квадроцикла автомобильного размера (при рабочем объёме его двигателя менее 50 см^{3})

Для квадроциклов использовались и используются номерные знаки, аналогичные мотоциклетным (при рабочем объёме его двигателя более 50 см3) или мопедным (при рабочем объёме его двигателя менее 50 см3). Однако, с 2006 года по желанию можно получить номерные знаки стандартного автомобильного размера. При этом цвет фона соответствует тем же принципам, что для номерных знаков мотоциклов и мопедов — при рабочем объёме его двигателя более 50 см3 он белый, менее 50 см3 — жёлтый.

### Дорожная, строительная и сельскохозяйственная техника

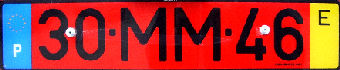
Номерной знак дорожной техники

Медленная дорожная, строительная, сельскохозяйственная техника оснащается регистрационными знаками стандартного размера и формата, но с чёрными знаками на красном фоне. С правой стороны регистрационного знака имеется жёлтая полоса с одной буквой, которой закодирована максимальная скорость такого транспортного средства.

### Прицепы

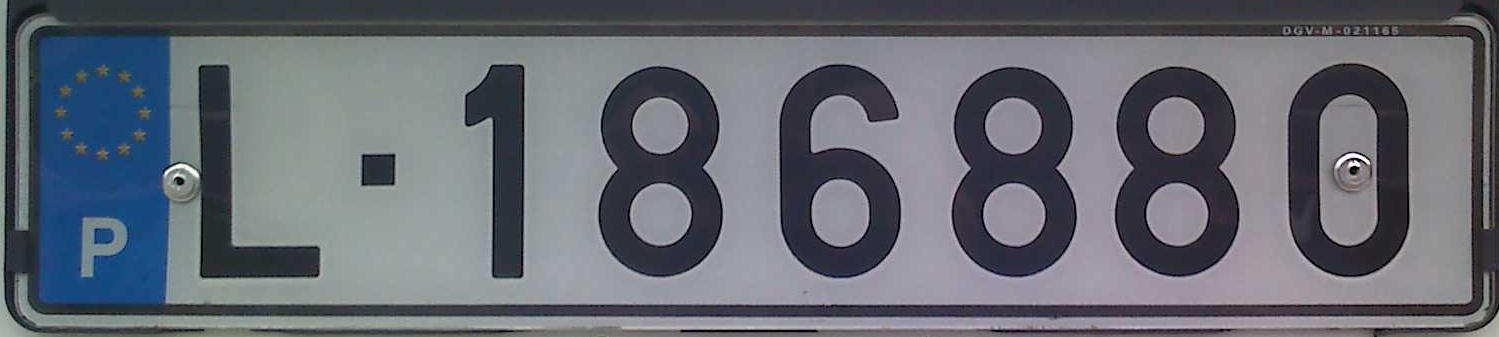
Номерной знак прицепа

Для прицепов используются номерные знаки стандартного автомобильного размера, белого цвета и с синей полосой Европейского Союза слева. Номера прицепов имеют формат от ББ-ЦЦЦЦ до Б-ЦЦЦЦЦЦ, где количество букв может быть одна или две, а количество цифр — от четырёх до шести, в зависимости от региона регистрации. Используются следующие буквенные обозначения:
| Код | Регион                 |
| --- | ---------------------- |
| A   | Азорские острова       |
| C   | Коимбра                |
| E   | Эвора                  |
| L   | Лиссабон               |
| M   | Мадейра                |
| P   | Порту                  |
| AV  | Авейру                 |
| BR  | Брага                  |
| FA  | Фару                   |
| GD  | Гуарда                 |
| SA  | Сантарен               |
| SE  | Сетубал                |
| VI  | Визеу (с 1991 года)    |
| VR  | Вила-Реал              |
| F   | дипломатический корпус |

### Троллейбусы
Ранее троллейбусы в Коимбре и Порту имели особый вид номерного знака — это были короткие таблички чёрного цвета с двумя белыми цифрами (в Порту) или белого цвета с тремя чёрными цифрами (в Коимбре). С определённого момента троллейбусы стали оснащаться обычными номерными знаками, аналогичными автомобильным (дата изменения неизвестна).

## Комментарии
1. 1 2 3 4 5 6  где Б — буква латинского алфавита, а Ц — арабская цифра
2. ↑  кроме AN, AR, AS, EM—EV, HO
3. ↑  кроме MD